# Furtner Teich - Dürnberger-Moor
Furtner Teich - Dürnberger-Moor este o arie protejată (arie de protecție specială avifaunistică — SPA) din Austria întinsă pe o suprafață de 1.073,48 ha, integral pe uscat.

## Localizare
Centrul sitului Furtner Teich - Dürnberger-Moor este situat la coordonatele 47°04′59″N 14°22′27″E / 47.0831°N 14.3741°E.

## Înființare
Situl Furtner Teich - Dürnberger-Moor a fost declarat arie de protecție specială avifaunistică în iulie 1998 pentru a proteja 1 specie de plante și 67 de specii de animale.

## Biodiversitate
Situată în ecoregiunea alpină, aria protejată conține 12 habitate naturale: Lacuri eutrofice naturale cu vegetație de tip Magnopotamion sau Hydrocharition, Lacuri și iazuri distrofice naturale, Pajiști cu Molinia pe soluri calcaroase, turboase sau argilos-nămoloase (Molinion caeruleae), Liziere de ierburi înalte hidrofile de câmpie și de nivel montan până la alpin, Fânețe de joasă altitudine (Alopecurus pratensis, Sanguisorba officinalis), Turbării active, Mlaștini turboase de tranziție și turbării mișcătoare, Mlaștini alcaline, Păduri pe pante, grohotișuri și ravene de Tilio-Acerion, Mlaștini împădurite, Păduri aluvionare cu Alnus glutinosa și Fraxinus excelsior (Alno-Padion, Alnion incanae, Salicion albae), Păduri acidofile de Picea de la nivel montan la nivel alpin (Vaccinio-Piceetea).
La baza desemnării sitului se află mai multe specii protejate:
- plante (1): Hamatocaulis vernicosus
- păsări (65): uliu porumbar (Accipiter gentilis), uliu păsărar (Accipiter nisus), lăcar mare (Acrocephalus arundinaceus), lăcar-de-lac (Acrocephalus scirpaceus), fluierar de munte (Actitis hypoleucos), ciocârlie-de-câmp (Alauda arvensis), pescăruș albastru (Alcedo atthis), rață sulițar (Anas acuta), rață lingurar (Anas clypeata), rață pitică (Anas crecca), rață cârâitoare (Anas querquedula), fâsă de luncă (Anthus pratensis), stârc cenușiu (Ardea cinerea), stârc roșu (Ardea purpurea), stârc galben (Ardeola ralloides), ciuf-de-pădure (Asio otus), rața moțată (Aythya fuligula), rață roșie (Aythya nyroca), cocoșul de mesteacăn (Bonasa bonasia), buhai de baltă (Botaurus stellaris), mugurar roșu (Carpodacus erythrinus),  prundaș gulerat mic (Charadrius dubius), chirighiță-cu-obraz-alb (Chlidonias hybridus), chirighiță neagră (Chlidonias niger), erete de stuf (Circus aeruginosus), erete vânăt (Circus cyaneus), Corvus monedula, prepeliță (Coturnix coturnix), ciocănitoare neagră (Dryocopus martius), egretă albă (Egretta alba), presură de stuf (Emberiza schoeniclus), șoim de iarnă (Falco columbarius), vânturel de seară (Falco vespertinus), becațină comună (Gallinago gallinago), cufundar polar (Gavia arctica), cufundar mare (Gavia immer), cufundar mic (Gavia stellata), ciuvică (Glaucidium passerinum), stârc pitic (Ixobrychus minutus), sfrâncioc roșiatic (Lanius collurio), pescăruș sur (Larus canus), pescăruș râzător (Larus ridibundus), grelușel-de-zăvoi (Locustella luscinioides), ferestrașul mare (Mergus merganser), gaia neagră (Milvus migrans), gaia roșie (Milvus milvus), codobatura galbenă (Motacilla flava), vultur pescar (Pandion haliaetus), viespar (Pernis apivorus), cormoran mare (Phalacrocorax carbo), ciocănitoare verzuie (Picus canus), corcodel mare (Podiceps cristatus), cresteț pestriț (Porzana porzana), cristei de baltă (Rallus aquaticus), pițigoi-pungar (Remiz pendulinus), lăstun de mal (Riparia riparia), mărăcinar (Saxicola rubetra), mărăcinar negru (Saxicola torquatus), pescăriță mare (Sterna caspia), turturică (Streptopelia turtur), corcodel mic (Tachybaptus ruficollis),  cocoș de munte (Tetrao urogallus), fluierar de mlaștină (Tringa glareola), pupăză (Upupa epops), nagâț (Vanellus vanellus)
- amfibieni (1): izvoraș-cu-burta-galbenă (Bombina variegata)
- pești (1): zglăvoacă (Cottus gobio)

Pe lângă speciile protejate, pe teritoriul sitului au mai fost identificate 64 de specii de plante, 2 specii de amfibieni, 1 specie de mamifere, 14 specii de nevertebrate, 1 specie de pești.